# Girolamo Bellavista

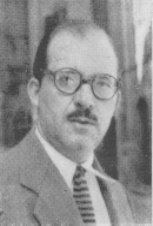
Girolamo Bellavista

Girolamo Bellavista (Palermo, 22 november 1908 - aldaar, 28 april 1976) was een Italiaans politicus van de Liberale Partij van Italië. Hij was hoogleraar op de Universiteit van Messina en redacteur van Ricostruzione Liberale.
Tijdens de Tweede Wereldoorlog was hij van 1940 tot 1943 kapitein van scherpschutters. Eerst was hij dit in Griekenland en daarna in Afrika. In Afrika werd hij gevangengenomen door de geallieerden.
In 1946 werd Bellavista verkozen met 9862 stemmen tot lid van de Assemblea Costituente della Repubblica Italiana van Palermo en van 12 juli 1946 tot 31 januari 1948 was hij lid van de Kamer van Afgevaardigden.